# Little Barningham
Little Barningham är en ort och civil parish i Storbritannien.   Den ligger i grevskapet Norfolk och riksdelen England, i den sydöstra delen av landet, 170 km nordost om huvudstaden London. Little Barningham ligger 48 meter över havet och antalet invånare är 111.
Terrängen runt Little Barningham är platt. Runt Little Barningham är det ganska tätbefolkat, med 104 invånare per kvadratkilometer. Närmaste större samhälle är North Walsham, 14,9 km öster om Little Barningham. Trakten runt Little Barningham består till största delen av jordbruksmark.